# Ceriagrion chaoi
Ceriagrion chaoi là một loài chuồn chuồn kim trong họ Coenagrionidae.
Ceriagrion chaoi được miêu tả khoa học năm 1964 bởi Schmidt.